# Milieu marin peu profond

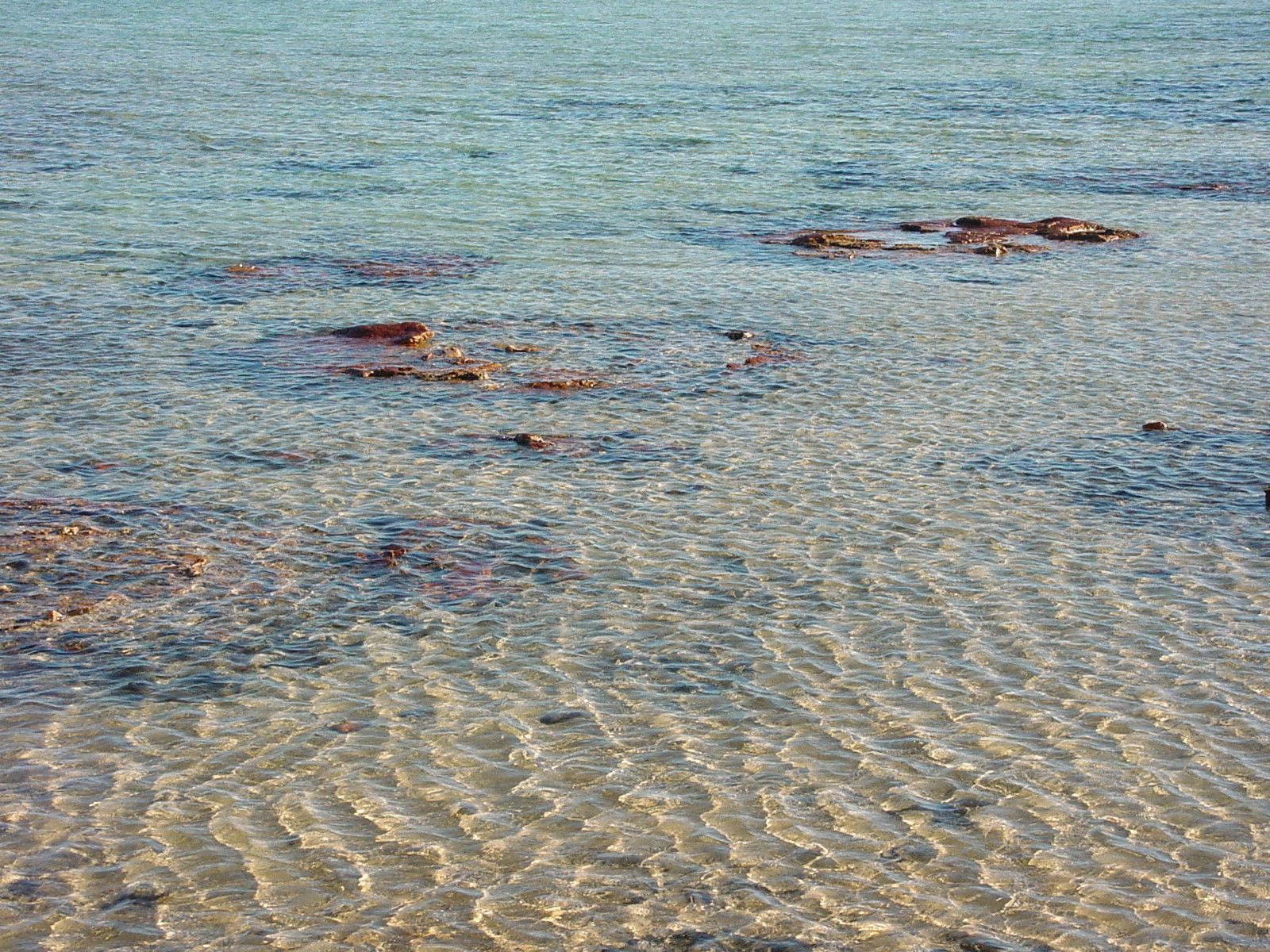
Eau peu profonde

Le milieu marin peu profond, ou environnement marin en eau peu profonde, est la zone s'étendant entre le rivage et les eaux plus profondes, délimitée par un mur de récif ou une rupture de plateau, et possédant des conditions océaniques, géologiques et biologiques propres. L'eau étant peu profonde et claire, elle permet la formation de différentes structures sédimentaires, de roches carbonatées, de récifs coralliens, constituant le biotope de certains organismes se fossilisant.

## Sédiment
La couche sédimentaire elle-même est fréquemment composée de calcaire, qui se forme facilement dans les eaux calmes peu profondes et chaudes. Le fond de ces milieux n'est pas généralement composé uniquement de sédiments siliciclastiques ou carbonés, bien qu'il soit possible d'en rencontrer de ces matières uniquement. Les sédiments marins des eaux peu profondes sont constitués de grains d'assez grande taille car les plus petits ont été emportés vers des eaux plus profondes de la zone néritique. Dans les roches sédimentaires composées de sédiments carbonés, des minéraux évaporitiques peuvent également se trouver. Les minéraux d'évaporite les plus courants trouvés dans les gisements modernes et anciens sont le gypse, l'anhydrite et l'halite qui peuvent se présenter sous forme de couches cristallines, de cristaux isolés ou d'amas de cristaux. 
On considère que les dépôts de la plupart des roches sédimentaires de l'actuel éon phanérozoïque se sont produits, dans le passé géologique, au sein des environnements marins peu profonds, car environ 75 % de la couche sédimentaire en provient. On suppose alors que les roches sédimentaires précambriennes se sont également déposées dans les eaux marines peu profondes, sauf exceptions. Cette tendance est observée dans la région de l'Amérique du Nord et des Caraïbes. De plus, à la suite de l'éclatement du supercontinent et d'autres phénomènes tectoniques, les sédiments marins peu profonds présentent de grandes variations en termes de quantité dans le temps géologique.

## Structures sédimentaires
Divers types de structures se forment dans les environnements marins peu profonds. Par exemple, le lit trié normal, qui se produit lorsque les lits ont une gradation verticale de la taille des grains, avec les grains les plus petits au sommet. En outre, les rides de courant, qui sont la plus petite sorte de litage, et les dunes, qui ressemblent aux rides en plus grand. 

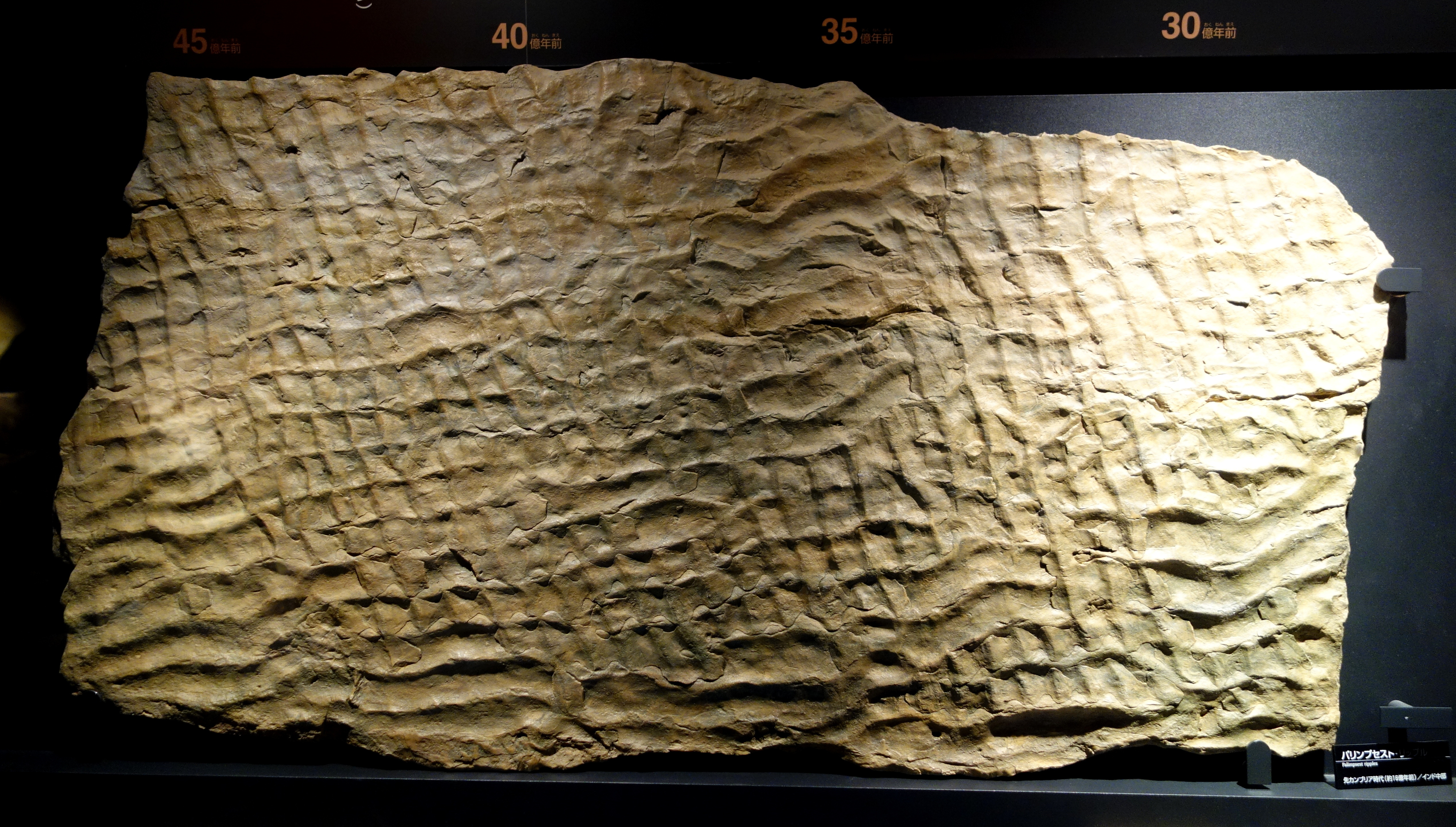
Ondulations palimpsestes - Musée national de la nature et des sciences, Tokyo

Les roches sédimentaires carbonées de plusieurs types de structures sédimentaires se trouvent notamment dans des milieux marins peu profonds. Il s'agit d'un groupe de roches qui contiennent une quantité importante de matière malléable ainsi que des constituants siliciclastiques ou chimiques.  Voici quelques exemples :
La stratification croisée du litage, une structure sédimentaire en couches se retrouve dans le gravier, le sable et les sédiments de la taille d'un limon grossier. Les strates sont des couches distinctes de sédiments fortement inclinées vers les surfaces sous-jacentes du gisement. 
Les fentes de dessiccation qui se forment en raison du dessèchement de la boue nouvellement déposée viennent d'un milieu originel subaérien. 
Les fissures de synérèse sont des fissures dans la boue formées qui provient d'autres mécanismes que l'exposition au climat subaérien. On dénombre un certain nombre de ses causes :
- la contraction causée par l'agglutination des sédiments argileux décantés,
- la contraction due au dépôt/compactage d'une couche d'argile en décantation lors de la formation de failles,
- le compactage de l'argile smectite dû à la perte d'eau entre les couches intervenant suit à un changement de salinité dans l'eau environnante,
- la compaction, l'assèchement sous les sédiments provoquant une injection par le bas ou un effondrement par le haut,
- des ouvertures de tension dues à la pente descendante d'une couche de boue de surface.

Une fenêtre géologique est un espace ouvert ou partiellement rempli, occupé par différents sédiments ou ciment dans la roche. 
Les structures en flammes sont des structures en forme de flammes qui pénètrent dans la couche de roche qui se trouve au-dessus d'elles. Ces structures sont généralement faites de boue et peuvent être formées par l'intrusion de matériaux dans le lit du milieu. 
Les plis convolutés sont des structures géologiques formées par la déformation de la croûte terrestre sous l'effet de forces tectoniques. Ils se présentent sous la forme de plis complexes et irréguliers dans les couches de roche sédimentaire (ou volcanique). Ils peuvent être classés en deux catégories principales : les anticlinaux et les synclinaux.
Les flûtes (en) sont des structures géologiques se présentant sous la forme de crêtes allongées, arrondies à une extrémité et évasées à l'autre. Elles sont généralement formées par l'érosion de la roche. Les flûtes peuvent se trouver notamment sur les dunes de sable.
Les moulures de rainure sont des rainures allongées, presque droites, qui se trouvent dans les sédiments et qui sont causées par le frottement d'un objet tel qu'une roche, un morceau de bois, etc. Les moulures de rainure se forment généralement lorsque l'objet qui cause l'érosion est tiré ou poussé à travers le sédiment, creusant ainsi une rainure profonde dans le sol. Elles sont souvent observées sur les plages ou dans les rivières. 
Le terme « chevron » en sédimentologie peut faire référence à une structure de plis géologiques qui se présente sous la forme de plusieurs plis en forme de V superposés. Les chevrons de plis peuvent être formés par des forces tectoniques qui plient et déforment les couches de roche.

## Composition de l'eau
L'eau de cet environnement est principalement claire et peu profonde. On dit que si les milieux marins peu profonds peuvent être définis par leurs patterns de distribution (modèles de répétition) des organismes marins en termes de température, alors des déductions peuvent être faites sur les patterns passés en termes de zones paléolithiques. Aujourd'hui, il y a trois critères principaux pour définir les milieux marins peu profonds : les provinces fauniques, les éléments fauniques et le degré de latitude. Cependant, les limites des différents milieux marins peu profonds actuels en termes de zones climatiques ne sont généralement pas fixées.
De plus, de nombreux environnements marins peu profonds sont souvent associés à des zones de production intense de carbonate. Les processus y éliminant le CO2 de l'eau pour transformer les ions bicarbonate en ions carbonate sont importants et favorisent la précipitation de la chaux. L'augmentation de la température, l'évaporation intense et le mélange d'eau riche en CO3 (ions bicarbonates HCO3-) et pauvre en cations calcium avec l'eau de mer sont quelques exemples de processus qui transforment les ions bicarbonate en ions carbonate. Le dioxyde de carbone est un gaz présent dans l'atmosphère et qui peut être dissous dans l'eau. Lorsqu'il est dissous, il se transforme en acide carbonique, qui altère alors les roches en libérant du bicarbonate et d'autres ions. Le carbonate de calcium est un minéral qui se forme à partir de calcium et d'ions bicarbonate, souvent grâce à l'action d'organismes tels que le corail. Le carbonate de calcium est précipité sur le fond marin et peut se transformer en calcaire, une roche sédimentaire formée à partir de carbonate de calcium.
Au cours de l'histoire géologique, la composition du calcaire a varié, passant de calcaire riche en calcite à calcaire riche en aragonite, une espèce minérale de même formule chimique que la calcite, mais qui se trouve dans un système cristallin différent, moins sensible aux ions magnésium, ce qui l'empêche de se former en roches carbonatées. À certaines époques géologiques, les mers étaient plus abondantes en calcite et le rapport entre les ions magnésium et calcium était différent, cela était dû aux taux élevés de propagation du fond marin, qui étaient influencés par le mouvement et l'action des plaques tectoniques. Lorsque la propagation du fond marin était importante, elle permettait d'éliminer une partie du magnésium présent dans l'eau de mer, ce qui favorisait la précipitation de calcite et faisait en sorte que la calcite était plus abondante que l'aragonite.

## Organismes vivants

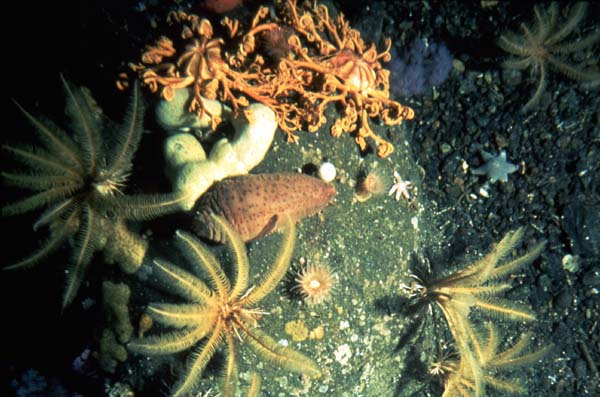
Échinodermes

Cet environnement abrite certains organismes en particulier ceux de la zone intertidale, à savoir les étoiles de mer, les anémones de mer, les éponges, les vers marins, les palourdes, les moules, les crustacés prédateurs, les balanes et les petits poissons. Les hydrozoaires, ou hydroïdes, vivent également dans des écosystèmes marins peu profonds et mangent les algues et le zooplancton environnants. Certaines espèces d'isopodes et d'amphipodes se trouvent dans les zones intertidales et créent plusieurs terriers et pistes de surface différents dans les sédiments. Des ophiures ont été vues enfouies dans les sédiments avec leurs bras visibles à travers les sédiments ; ce comportement a été observé dans plusieurs zones marines peu profondes. 
De plus, les récifs carbonatés peuvent être trouvés dans l'environnement de dépôt (en) constitué par les zones marines peu profondes. Ces récifs forment un biotope à de nombreux organismes. Des estimations récentes concernant le nombre d'espèces sur les récifs coralliens vont de 1 à 9 millions. Il existe trois principaux types de formations récifales : les récifs frangeants (en) reliés au rivage ; les récifs barrières séparés du continent par un lagon ; et les atolls. Les organismes qui vivent dans cet environnement comprennent les algues rouges, les algues vertes, les bivalves et les échinodermes.  Beaucoup de ces organismes contribuent à la formation des récifs. De plus, les dinoflagellés unicellulaires vivent dans les tissus des coraux et ont une relation mutualiste dans laquelle les dinoflagellés fournissent aux coraux des molécules organiques. 

## Fossiles

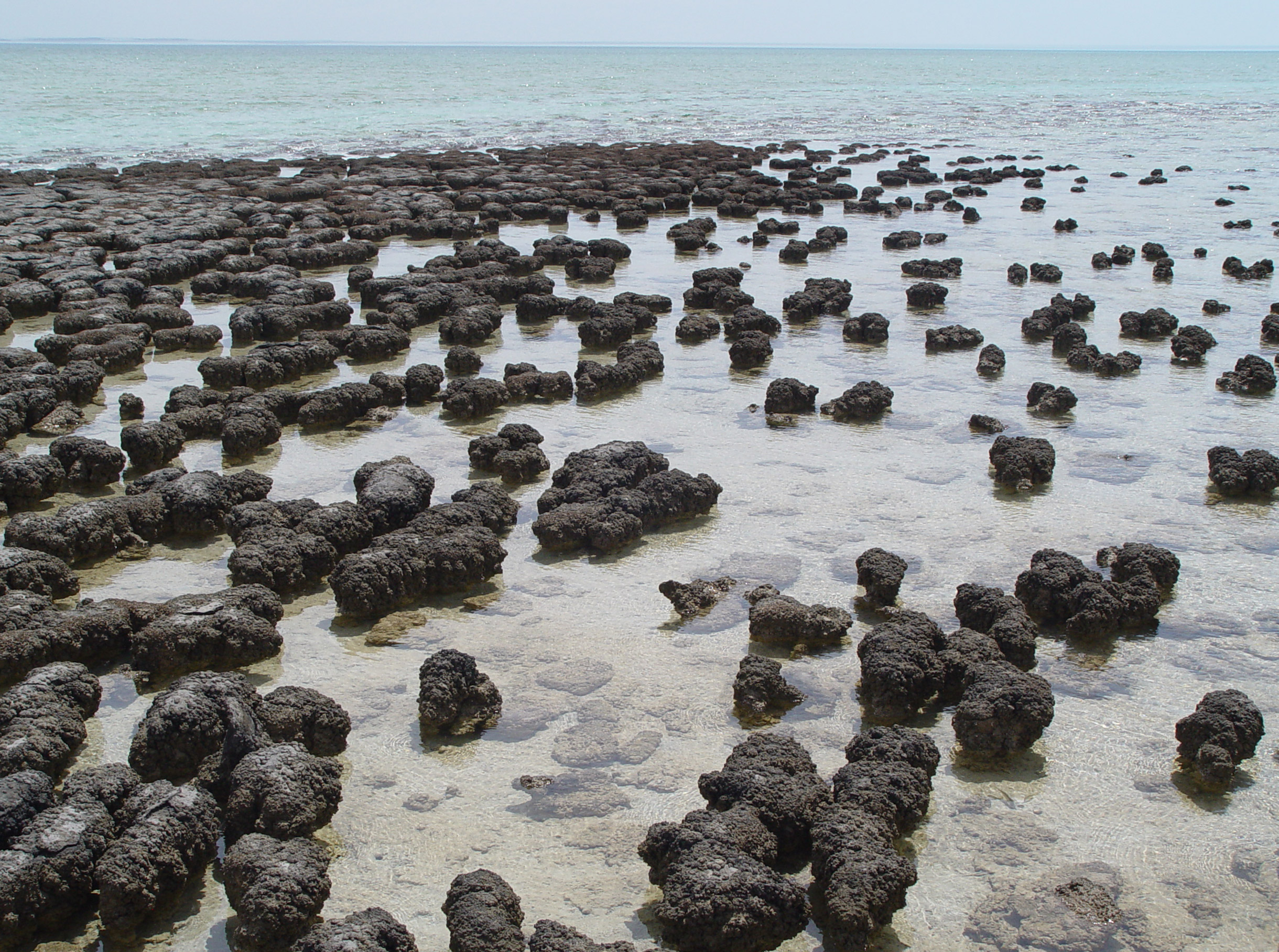
Stromatolites à la Baie Shark en Australie.

La plupart des archives fossiles ont été découvertes après la lithification du milieu marin en eaux peu profondes. Un grand nombre de ces fossiles ont été déposés à des moments où une grande partie de la planète était recouverte de mers peu profondes, abritant une grande diversité d'organismes.
Il est possible de trouver plusieurs fossiles dans cet environnement. Quelques exemples :
Les ichnofaciès de Skolithos sont des traces de fossiles en forme de tubes verticaux, cylindriques ou en U fabriqués par des organismes pour se protéger. 
Les ichnofaciès de glossifungites sont des traces de fossiles de forages ou des galeries verticales, cylindriques, en forme de U ou de larme produites par des organismes comme les crevettes, les crabes, les vers et les bivalves. 
Les stromatolites sont des structures sédimentaires formées par l'accumulation de couches successives de sediment, de matières organiques et de cyanobactéries. Ces structures proviennent des cyanobactéries formant des tapis microbiens qui retiennent de l'argile, du silt et des matières organiques, en couches successives. Avec le temps, elles peuvent être lithifiées et conservées comme des fossiles dans le registre géologique. Les stromatolites sont souvent utilisés comme des indicateurs de l'environnement de dépôt dans lequel ils ont été formés, car ils peuvent être liés à des conditions environnementales spécifiques.